# Rise of Nations
Rise of Nations je realtimová strategie, kterou vyvinulo studio Big Huge Games a byla vydána Microsoftem 20. května 2003. Tým vývojářů vedl Brian Reynolds, který má za sebou tituly jako Civilization II a Sid Meier's Alpha Centauri. Hra obsahuje 18 hratelných národů a 8 různých historických období.
Každý národ může být hrán ve všech historických obdobích, nehledě na to, jestli v té době skutečně existoval nebo ne. Všechny národy mají také pro každou dobu unikátní grafický design. Vítězství může hráč dosáhnout několika způsoby, podle nastavení hry (dobytím hlavního města, získáním určitého počtu bodů za divy světa, určité velikosti území, vyprodukováním určitého množství surovin, nebo dosažení určitého technologického pokroku).

## Budovy
Každý hráč začíná s jedním městem. Města nelze zničit, ale pouze dobýt. Většina infrastrukturních budov musí být postavena blízko nějakého města a u každého města jich může být pouze omezený počet. Vojenské budovy může hráč stavět kdekoli na svém území.

### Divy světa
Divy světa tvoří zvláštní kategorii budov. Jsou náročnější na suroviny a stavějí se déle. Každý div světa může být postaven jen jednou za hru. Hráč, který div světa postaví, získává různé bonusy, jako například zvýšení populačního limitu nebo zrychlení těžby některých surovin.

## Jednotky
Ve hře je více než 200 druhů jednotek. Každý národ má nejméně tři unikátní jednotky, které jsou u každého národa přístupné v různých historických obdobích. Například Rusové mají tanky T-80, Britové bombardéry Avro Lancaster a Němci tanky Tiger II a Leopard 2. Každá jednotka má jednotky proti kterým má výhodu a proti kterým je slabá (například voják s kopím zabije rytíře, rytíř zabije lukostřelce a lukostřelec zabije vojáka s kopím).

## Ocenění
- GameSpy 2003 Game of the Year - PC RTS
- GameSpy Top 10 RTS Games
- Best Strategy Game of 2003 by Gamespot

## Datadisky
- Rise of Nations: Thrones and Patriots